# Nearcha innotata
Nearcha innotata là một loài bướm đêm trong họ Geometridae.